# Evangelický kostel (Horní Blatná)
Evangelický kostel v Horní Blatné v karlovarském okrese byl postaven na přelomu 19. a 20. století. Nachází se severovýchodně od Náměstí Sv. Vavřince s katolickým kostelem zasvěceným stejnému světci. Kostel je opuštěný a chátrá.

## Historie
V městečku Horní Blatná původně převažovali evangelíci a evangelický byl proto také jediný kostel, který se zde už od roku 1542 nacházel. Katolická obec zde byla založena teprve v roce 1636. Po třicetileté válce v letech 1653–1654 však kvůli své víře z Blatné odešlo asi 60 evangelických rodin, které jako svůj nový domov založily těsně za zemskou hranicí Johanngeorgenstadt, nesoucí jméno saského kurfiřta Jana Jiřího I.
V roce 1685 byl z rozkazu pražského arcibiskupa Jana Bedřicha z Valdštejna evangelický kostel přesvěcen na katolický a jeho patronem se stal svatý Vavřinec.
Na přelomu 19. a 20. století byl pak vystavěn současný evangelický kostel. Je zchátralý a k bohoslužbám není využíván. Je v soukromém vlastnictví.

## Popis
Kostel byl původně krytý eternitovou střechou, později dostal střechu plechovou. Hlavnímu průčelí kostela dominuje hranolová věž s jehlancovou střechou. Horní patro věže má ze stran vždy tři úzká okna. Je dřevěné a později bylo oplechováno. K západní straně lodi přiléhá velká sakristie, rovněž krytá plechovou střechou. Zděný kostel stojí na kamenné podezdívce.